# Lokalrevyer i Sverige
Riksförbundet Lokalrevyer i Sverige (LIS) är en svensk intresseorganisation för organisatörer av lokalrevyer i Sverige. Organisationen bildades 1980.
Organisationen verkar för den svenska revykonstens bevarande och utveckling genom att på olika sätt stötta Sveriges olika revygrupper. Exempel på detta är att LIS upprätthåller en aktuell textbank där många av Sveriges aktuella revyförfattare är med, LIS har tagit fram en för revyer fördelaktig försäkring, LIS arrangerar utbildningar och seminarier och liknande.
Varje år arrangerar förbundet Svensk Revyfestival med Revy-SM (tidigare Revyrixdan), där samtliga medlemsföreningar inbjuds. Under detta event håller man seminarier, utställningar av teatermaterial, knyter kontakter och avslutar med liveföreställningen "Revy-SM", dit de bästa revynumren från det gångna året kvalat in.
I dagsläget har förbundet cirka 130 medlemsgrupper runtom i Sverige, och därtill ett 50-tal enskilda medlemmar samt några hedersmedlemmar såsom Bosse Parnevik och Peter Flack. Bosse Parnevik har också instiftat ett stipendium, Parnevikstipendiet, vilket varje år utdelas till unga förmågor inom revykonsten. 
LIS ger också ut Tidningen Svensk Revy, som tar upp aktuella händelser inom revyns sfär. 